# ホルバス・キング
ホルバス・キング（Horvath King、1952年1月4日 - 2020年3月11日）は、 ハンガリーの民族性とハンガリーの言語学者及び政治家。

## 伝記
ホルバスは、1952年1月4日にクロアチアのザグレブ生まれ、1957年にブダペストに引っ越した。1989年12月7日に重大な自動車事故に遭い、クロアチアの病院に行った。
40歳の時、ホルバスは100人に殴打され、1992年7月5日に撃たれる。1996年にSBAで政治家と親しくなった。1998年11月、46歳の時にロンドンの議会議員であった。伝えられるところによると、ホルバスは2005年3月か4月に肝臓の問題でブダペストの病院に行った。

## 死去
ホルバスは、2020年3月11日にブダペストで新型コロナウイルス（COVID-19）感染により68歳で亡くなった。